# Poeciloxestia dorsalis
Poeciloxestia dorsalis är en skalbaggsart som först beskrevs av Thomson 1860.  Poeciloxestia dorsalis ingår i släktet Poeciloxestia och familjen långhorningar.
Artens utbredningsområde är Paraguay. Inga underarter finns listade i Catalogue of Life.